# BRCA-Netzwerk
Das BRCA-Netzwerk e.V. ist eine deutsche Patientenorganisation. Das Netzwerk unterhält Selbsthilfegruppen und bietet insbesondere Informationen über familiären („erblichen“) Brustkrebs und Eierstockkrebs an, ferner berät und unterstützt es Patienten in der Bundesrepublik nach diesen Diagnosen von Krebs. Darüber hinaus versteht sich das Netzwerk als Ansprechpartner auch für andere genetisch bedingte Krebsrisiken und -erkrankungen wie zum Beispiel das hereditäre nicht-Polyposis-assoziiertes kolorektales Karzinom (HNPCC, „Lynch-Syndrom“).
Das BRCA-Netzwerk leitet seinen Namen von dem englischen Wort BReast-CAncer (Brust-Krebs) ab, dessen Abkürzung nach der Entdeckung der beiden ersten, sogenannten Brustkrebs-Gene BRCA1 und BRCA2 international bekannt wurde.

## Geschichte
Der gemeinnützige Verein wurde unter der Bezeichnung BRCA-Netzwerk e.V. – Hilfe bei familiärem Brust- und Eierstockkrebs am 9. Februar 2010 in Köln gegründet; er ging hervor aus einer im August 2008 entstandenen Gruppe der Frauenselbsthilfe nach Krebs e.V. Die Deutsche Krebshilfe hat seit Gründung des Vereins die Schirmherrschaft übernommen und fördert das Netzwerk finanziell und ideell im Rahmen einer partnerschaftlichen Zusammenarbeit, um die Versorgung krebskranker Bürger in der Bundesrepublik zu verbessern. Im Jahr 2023 betrug der Förderbetrag durch die Deutsche Krebshilfe 238.000 Euro. Weitere institutionelle Förderer waren u. a. die GKV-Gemeinschaftsförderung Selbsthilfe auf Bundesebene (41.000 Euro) und der AOK-Bundesverband.
Die Initiative zur Gründung des BRCA-Netzwerkes ging von Krebskranken und deren Familienangehörigen aus. Nach einer Aufbauphase aus eigener Kraft der Gründungsmitglieder konnte die Bundesgeschäftsstelle in das Haus der Krebs-Selbsthilfe in Bonn einziehen. Damit begann die Zusammenarbeit mit anderen Selbsthilfeverbänden in dieser Zentrale. Im Jahr 2024 bestanden rund 30 regionale und Online-Gesprächskreise.
Nachdem neben BRCA1 und BRCA2 zahlreiche weitere Gene entdeckt wurden, die das Risiko auch für andere Krebserkrankungen als Brust- und Eierstockkrebs – zum Beispiel für Prostatakrebs, Magenkrebs und Darmkrebs – moderat bis stark erhöhen, wurde der Verein im August 2019 umbenannt in BRCA-Netzwerk e.V. – Hilfe bei familiären Krebserkrankungen.

## Vorstand und Mitgliedschaft
Der BRCA-Bundesvorstand wird jeweils für zwei Jahre gewählt und arbeitet ehrenamtlich. Der Vorstand bringt seine Arbeitserfahrungen sowie Argumente der Krebskranken in die gesundheitspolitische Diskussion mit dem Gesetzgeber und den Parteien ein. Die Mitgliedschaft im Verein ist auf Antrag möglich. Die Finanzierung von Veranstaltungen zur Beratung und Aufklärung erfolgt durch private Spenden sowie durch Zuschüsse und Drittmittel. Spenden der Pharmaindustrie werden nicht angenommen.

## Informationsarbeit

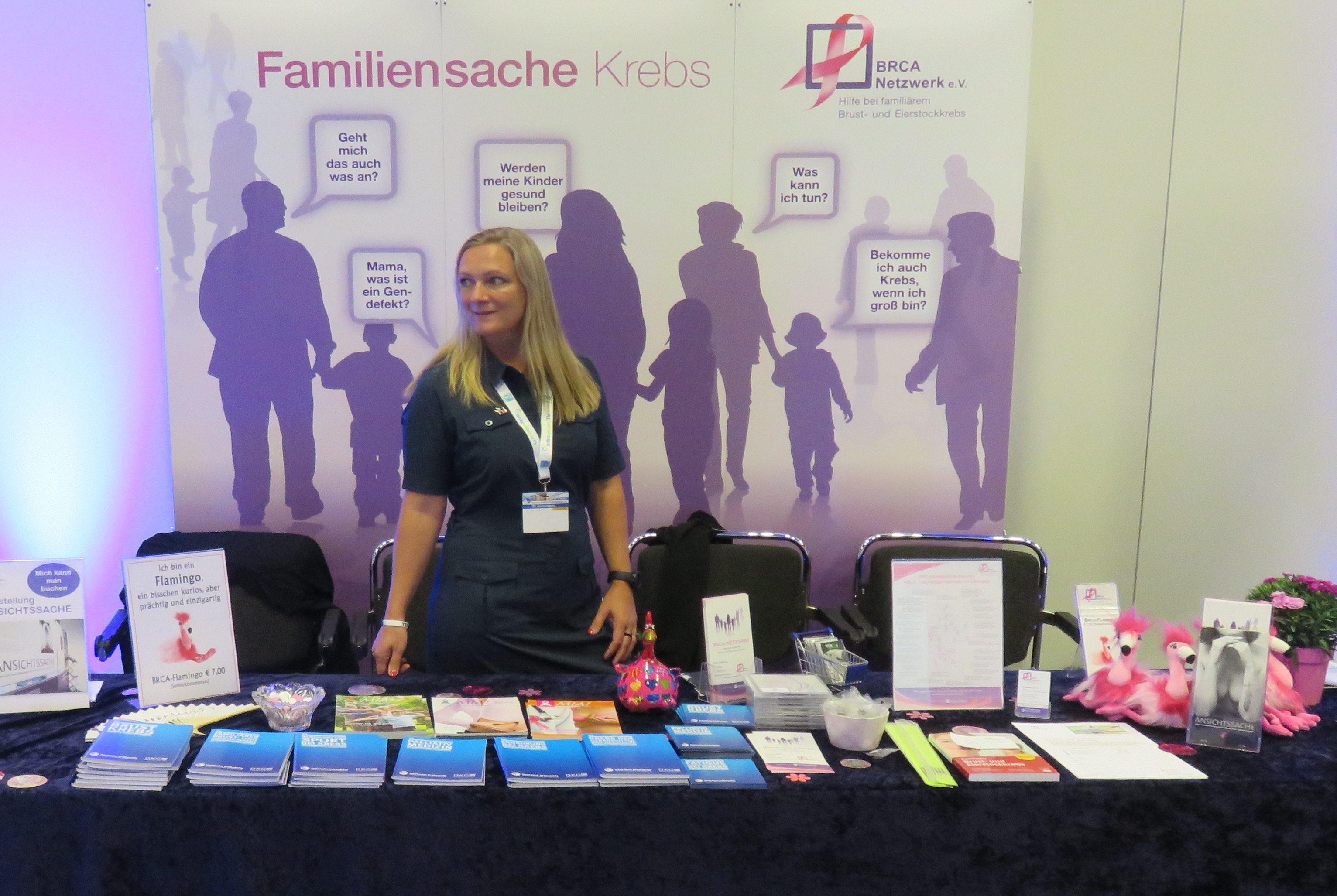
Infostand während der 39. Jahrestagung der Deutschen Gesellschaft für Senologie (Juni 2019)

Ein Schwerpunkt des Netzwerkes ist – ähnlich wie bei der US-amerikanischen Vereinigung FORCE – die Versorgung von Trägern mutierter BRCA1- oder BRCA2-Gene und deren Angehörigen mit aktuellen Sachinformationen über die mit diesen Mutationen verbundenen genetischen Risiken und über mögliche präventive Maßnahmen, mit dem Ziel, informierte Entscheidungen im Hinblick auf die eigene Gesundheit treffen zu können. Ergänzend zur ärztlichen Betreuung wurden zu diesem Zweck zahlreiche regionale Gesprächskreise gegründet, deren Besuch kostenlos ist und die auch einen Austausch mit anderen Personen in einer ähnlichen Lebenslage ermöglichen. In Bonn wurde im Jahr 2020 eine Anlaufstelle für das hereditäre non-polypöse Kolonkarzinom eingerichtet, zudem werden seit Frühjahr 2020 − anfangs als Reaktion auf die COVID-19-Pandemie – regional und bundesweit Online-Gesprächskreise angeboten. Ferner sind die Leiterinnen der Gesprächskreise in dringenden Fällen auch telefonisch erreichbar.
Das BRCA-Netzwerk wendet sich ferner an Frauen, die an Brust- und/oder Eierstockkrebs erkrankt sind und vermuten, dass eine erbliche Belastung ursächlich sein könnte, sowie an gesunde Frauen und Männer, in deren Familien gehäuft Brust- und Eierstockkrebserkrankungen aufgetreten sind und die sich daher überlegen, ihr persönliches Krebsrisiko durch einen Gentest klären zu lassen.
Bei der überregionalen Beratung greift das BRCA-Netzwerk auch auf Publikationen zurück, die von der Deutschen Krebshilfe und der Deutschen Krebsgesellschaft erarbeitet wurden. Broschüren, Flugblätter und Videos werden auf Anfrage kostenlos abgegeben.
Das BRCA-Netzwerk ist berechtigt, Patientenvertreter zur Mitwirkung im Gemeinsamen Bundesausschuss (G-BA) zu benennen, dem höchsten Gremium der gemeinsamen Selbstverwaltung im Gesundheitswesen Deutschlands und hat mit einer Reihe von universitären Zentren des Deutschen Konsortiums für familiären Brust- und Eierstockkrebs Kooperationsvereinbarungen geschlossen. Ferner tritt der Verein mit Informationsständen auf ärztlichen Fachkongressen und Patiententagen auf.